# Cliffjumper

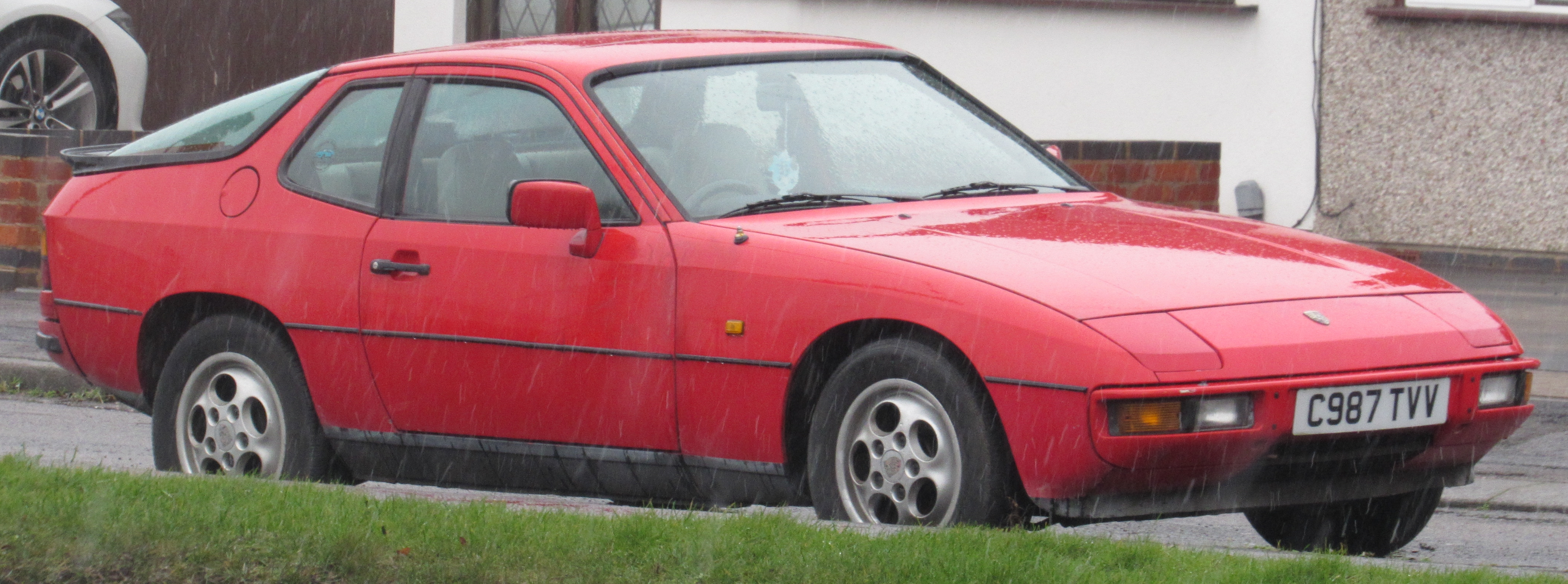
1986 Porsche 924 2.5 prises à Shirley, Solihull.

Cliffjumper est le nom porté par plusieurs personnages de l'univers de fiction des Transformers.

## Histoire

### Séries

#### Génération 1
Dans Génération 1, Cliffjumper est un guerrier Autobot pratiquement identique à Bumblebee, si ce n'est qu'il est rouge au lieu de jaune. 
L'un des plus jeunes soldats d'Optimus, Cliffjumper est une tête brûlée, très enclin au combat, fonçant souvent avec la ferme intention de détruire le plus de Decepticons possible. Bien que ce courage et cette motivation lui valent le respect de ses camarades, son imprudence va parfois trop loin, comme lorsqu'il attaque directement Mégatron à plusieurs reprises là où il aurait fallu rester discret.
Il est aussi assez paranoïaque, ayant tiré sur un rocher (provoquant un éboulement sur ses compagnons) en l'ayant prit pour un Decepticon et ira jusqu'à soupçonner Mirage d'être un espion.

#### Transformers: Animated
Cliffjumper apparaît en caméo dans plusieurs épisodes de Transformers: Animated. Comme dans Génération 1, il est identique physiquement à Bumblebee, mais de couleur rouge, suggérant qu'il a été conçu sur le même type de protoform, comme l'a été Wasp.
Cliffjumper est présenté comme un membre de la garde d'élite, responsable des communications de Cybertron sous le commandement de Longarm Prime (en réalité Shockwave déguisé). Après que la supercherie a été dévoilée, il prendra sa place temporairement.
Transformers Animated: The AllSpark Almanac II, nous apprend qu'il a une méfiance particulière envers Mirage, qui était un des rares Autobots à s'être opposé au fichage des sympathisants Décepticon instauré par Ultra Magnus.

#### Transformers: Prime
Cliffjumper apparait dans le premier épisode de la série Transformers: Prime où il est le partenaire d'Arcee. Il est assez fidèle à sa version de la Génération 1, étant une tête brulée adorant se battre, ce qu'il fait dès qu'il voit des soldats Véhicons exploitant un gisement d'Energon. Il est vite neutralisé par ces derniers qui font exploser le gisement, il est ensuite amené, gravement blessé, à Starscream, qui a pris temporairement le commandement en l'absence de Mégatron. Starscream essaye de lui faire révéler l'emplacement de la base des Autobots, mais Cliffjumper refuse et nargue le commandant en second qui, perdant patience, le tue en lui enfonçant son bras dans le torse.
Il est ensuite ressuscité avec l'Energon noir par Megatron (devenant de ce fait un Terrorcon, un zombie animé de violence, tuant tout le monde sur son passage), il est ensuite tranché en deux par Megatron, et re-meurt dans l'explosion de la mine d'Energon. Arcee sera particulièrement affectée par sa mort, lui faisant revivre son traumatisme de la perte de Tailgate.
Il réapparait en flashback dans l'épisode "Coéquipiers" où Arcee raconte à Miko les débuts difficiles avec son partenaire.

### Films

#### Bumblebee
Dans ce film servant de reboot à la franchise Transformers consacré à l'autobot Bumblebee, sorti le 26 décembre 2018, Cliffjumper est un des Autobots à s'échapper de Cybertron tombé aux mains des Decepticons.
Piégé sur l'une des lunes de Saturne, il est torturé par les Decepticons Shatter et Dropkick pour connaitre l'emplacement d'Optimus Prime, celui-ci s'étant enfui de Cybertron. Il refuse tout d'abord de parler, mais à la suite de la réception d'un signal d'urgence émis par Bumblebee, Shatter et Dropkick découvrent que non seulement Optimus Prime est en vie mais qu'il se dirige vers la Terre pour rejoindre Bumblebee. 
N'ayant plus besoin de Cliffjumper, Dropkick le tranche en deux, le tuant. Néanmoins, à la fin de l'aventure, Bumblebee vengera sa mort en tuant Shatter et Dropkick lors de la bataille finale du film.

#### Transformers: Le Commencement
Cliffjumper n'apparait pas physiquement dans le film Transformers : Le Commencement, mais on peut toutefois distinguer son nom dans la liste des coureurs du Iacon 5000.